# Bignan
Bignan é uma comuna francesa na região administrativa da Bretanha, no departamento Morbihan. Estende-se por uma área de 45,84 km². Em 2010 a comuna tinha 2 845 habitantes (densidade: 62,1 hab./km²).